# De Riet
De Riet is een wijk in het zuidoosten van de Nederlandse stad Almelo. Tuindorp de Riet is gebouwd vanaf 1914. De wijk is voor het merendeel tussen de twee wereldoorlogen in gebouwd en bestaat uit goed onderhouden, kleine huisjes die in een zeer kenmerkende bouwstijl zijn gebouwd. Een deel is in handen van de twee woningbouwstichtingen, Sint Joseph en Beter Wonen. Vanaf 1926 heeft de wijk een treinstation genaamd Almelo De Riet.
Sommige delen van de Riet zijn beschermd stadsgezicht vanwege de bijzondere architectonische bouw. De Riet is gebouwd voor de arbeiders in de ooit florerende textielindustrie maar is tegenwoordig ook heel populair onder starters vanwege de betaalbare woningen.
Stad: Almelo      Dorpen: Aadorp · Bornerbroek · Mariaparochie (deels)      Buurtschappen: Tusveld · Bavinkel · Deldenerbroek (deels)

Wijken: Binnenstad · De Riet · Noorderkwartier · Sluitersveld · Wierdensehoek · Nieuwstraat-Kwartier · Ossenkoppelerhoek · Hofkamp · Schelfhorst · Windmolenbroek

Voormalige gemeenten: Ambt Almelo · Stad Almelo

Overijssel · Steden en dorpen in Overijssel      Nederland · Provincies · Gemeenten